# Thác Hiêu
Thác Hiêu là thác ở vùng đất bản Hiêu xã Cổ Lũng huyện Bá Thước tỉnh Thanh Hóa, Việt Nam.
Thác Hiêu nằm trong vùng lõi Khu bảo tồn thiên nhiên Pù Luông, giáp ranh với tỉnh Hòa Bình. Suối Bản Hiêu bắt nguồn từ dãy núi đá vôi của khu bảo tồn, có thủy vực rộng và nhiều vị trí chảy ngầm qua hang karst. Chiều dài dòng thác khoảng 800 m. Dòng nước chảy đến lưng chừng núi thì tách ra thành hai nhánh, đổ về 2 hướng khác nhau và hợp lại ở cuối dòng. Với cảnh vật hoang vu, đường đi quanh co lên xuống khúc khuỷu trong cánh rừng già, thích hợp cho người ưa mạo hiểm khám phá.
Một số văn liệu nhầm lẫn gọi là thác Hươu vì cho rằng nó liên quan đến vùng từng có nhiều hươu.

## Vị trí
Thác cách Hà Nội khoảng 180 km, cách trung tâm thị trấn Cành Nàng 20°20′50″B 105°13′45″Đ / 20,347256°B 105,22913°Đ khoảng 25 km. Đường tiếp cận thác từ thị trấn Cành Nàng đi theo quốc lộ 15C  hướng tây bắc chừng 10 km đến làng Tôm xã Thành Lâm, thì rẽ sang đường đi Cổ Lũng.
Từ trung tâm hành chính xã Cổ Lũng 20°27′23″B 105°11′28″Đ / 20,456408°B 105,191039°Đ lên thác khoảng 6 km ở hướng đông bắc, là đường liên xã và không thích hợp cho xe cơ giới.